# Hamnenabben
Der Hamnenabben (norwegisch für Hafenfelsen) ist eine felsige Landspitze an der Prinz-Harald-Küste des ostantarktischen Königin-Maud-Lands. Sie bildet die südliche Begrenzung der Bucht Hamna auf der Ostseite der Lützow-Holm-Bucht.
Norwegische Kartografen, die auch die Benennung vornahmen, kartierten sie anhand von Luftaufnahmen, die bei der Lars-Christensen-Expedition 1936/37 entstanden.